# Sommarboken (film)
Sommarboken (engelska: The Summer Book) är en brittisk dramafilm som hade premiär på London Film Festival den 12 oktober 2024. Filmen är regisserad av Charlie McDowell och baserad på Tove Janssons roman med samma namn.
Filmen hade biopremiär i Sverige den 14 februari 2025, utgiven av SF Studios.

## Handling
Filmen handlar om Sophias sommar med sin farmor på en liten ö i Finska viken.

## Rollista
- Glenn Close – farmor
- Emily Matthews – Sophia
- Anders Danielsen Lie – fadern
- Ingvar Sigurdsson  – Eriksson
- Pekka Strang – herr Malander
- Sophia Heikkilä – fru Malander